# أنماط مظلمة
1. الاستعجال الزائف
2. عرض ذو قيمة مشكوك فيها
3. دليل اجتماعي مزيف
4. إلغاء الاشتراك الغامض مع التشهير المؤكد
5. مربع اختيار محدد مسبقًا يصعب النقر عليه مع صياغة خادعة

نافذة ويب منبثقة ذات أنماط داكنة:

النمط المظلم (بالإنجليزية: Dark pattern) (المعروف أيضًا باسم "نمط التصميم الخادع") هو واجهة مستخدم تم تصميمها بعناية لخداع المستخدمين ودفعهم إلى القيام بأشياء، مثل شراء تأمين باهظ الثمن مع عملية الشراء الخاصة بهم أو الاشتراك في الفواتير المتكررة. صاغ مصمم تجربة المستخدم هاري بريجنول هذا المصطلح الجديد في 28 يوليو 2010 بتسجيل darkpatterns.org، وهي "مكتبة أنماط تهدف تحديدًا إلى تسمية وفضح واجهات المستخدم الخادعة". في عام 2023، أصدر كتاب الأنماط الخادعة.
في عام 2021، أنشأت مؤسسة الحدود الإلكترونية وتقارير المستهلك [الإنجليزية]
 خطًا إرشاديًا لجمع المعلومات حول الأنماط المظلمة من الجمهور.

## الأنماط

### الخصوصية زوكرينغ
«الخصوصية زوكرينغ» – الذي سمي على اسم المؤسس المشارك لفيسبوك والرئيس التنفيذي لشركة ميتا بلاتفورمز مارك زوكربيرج – هي ممارسة تخدع المستخدمين لمشاركة معلومات أكثر مما كانوا يعتزمون.[بحاجة لمصدر] قد يتخلى المستخدمون عن هذه المعلومات دون علمهم أو من خلال ممارسات تحجب أو تؤخر خيار إلغاء الاشتراك في مشاركة معلوماتهم الخاصة.
وقد وافقت ولاية كاليفورنيا على لوائح تحد من هذه الممارسة من قبل الشركات في قانون خصوصية المستهلك في كاليفورنيا [الإنجليزية]
.

#### الخصوصية زوكرينغ لتدريب نموذج الذكاء الاصطناعي
في منتصف عام 2024، أعلنت ميتا بلاتفورمز عن خططها لاستخدام بيانات المستخدمين من فيسبوك وإنستغرام لتدريب تقنيات الذكاء الاصطناعي الخاصة بها، بما في ذلك أنظمة الذكاء الاصطناعي التوليدية. وتضمنت هذه المبادرة معالجة البيانات من المنشورات العامة وغير العامة والتفاعلات وحتى الحسابات المهجورة. تم منح المستخدمين مهلة حتى 26 يونيو 2024، للتخلي عن معالجة البيانات. ومع ذلك، أشار المنتقدون إلى أن العملية كانت محفوفة بالعقبات، بما في ذلك إشعارات البريد الإلكتروني المضللة، وإعادة التوجيه إلى صفحات تسجيل الدخول، ونماذج إلغاء الاشتراك المخفية التي كان من الصعب تحديد موقعها. حتى عندما عثر المستخدمون على النماذج، كان مطلوبًا منهم تقديم سبب لرفض الاشتراك، على الرغم من أن سياسة ميتا تنص على أنه سيتم قبول أي سبب، مما أثار تساؤلات حول ضرورة هذه الخطوة الإضافية.؛
رد المركز الأوروبي للحقوق الرقمية (نويب) على ممارسات ميتا المثيرة للجدل من خلال تقديم شكاوى في 11 دولة في الاتحاد الأوروبي. وزعم نويب أن استخدام ميتا لـ"الأنماط المظلمة" يقوض موافقة المستخدم، وينتهك اللائحة العامة لحماية البيانات (النظام الأوروبي العام لحماية البيانات). وأكدت هذه الشكاوى أن عملية الانسحاب المعوقة التي تتبعها شركة ميتا تضمنت نماذج مخفية وآليات إعادة توجيه ومتطلبات غير ضرورية مثل تقديم أسباب الانسحاب – وهي تكتيكات توضح "الأنماط المظلمة" المصممة عمدًا لثني المستخدمين عن الانسحاب. بالإضافة إلى ذلك، اعترفت شركة ميتا بأنها لا تستطيع ضمان استبعاد البيانات التي تم إلغاء الاشتراك فيها بالكامل من مجموعات بيانات التدريب الخاصة بها، مما أثار المزيد من المخاوف بشأن خصوصية المستخدم والامتثال لحماية البيانات.
سلّطت هذه الحادثة الضوء على مشكلة الأنماط الخفية المتفشية في إعدادات الخصوصية، وتحديات محاسبة شركات التكنولوجيا الكبرى على ممارساتها المتعلقة بالبيانات. ودعت جماعات المناصرة إلى ترسيخ أطر تنظيمية أقوى لمنع الأساليب الخادعة، وضمان قدرة المستخدمين على ممارسة سيطرة فعّالة على معلوماتهم الشخصية.

### الطعم والتبديل
تعمل أنماط الطعم والتبديل على الإعلان عن منتج أو خدمة مجانية (أو بسعر مخفض للغاية) غير متوفرة على الإطلاق أو مخزنة بكميات صغيرة. بعد الإعلان عن عدم توفر المنتج، تعرض الصفحة منتجات مماثلة بأسعار أعلى أو جودة أقل.
لقد ذكرت بروبابليكا منذ فترة طويلة كيف استخدمت شركة إنتوت، صانعة توربو تاكس، وشركات أخرى نمط الإغراء والتبديل لمنع الأمريكيين من تقديم ضرائبهم مجانًا. في 29 مارس 2022، أعلنت لجنة التجارة الفيدرالية أنها ستتخذ إجراءً قانونيًا ضد شركة إنتوت، الشركة الأم لشركة توربو تاكس ردًا على الإعلانات الخادعة لمنتجاتها المجانية لتقديم الضرائب. وأفادت اللجنة أن غالبية مقدمي الضرائب لا يستطيعون استخدام أي من منتجات توربو تاكس المجانية التي تم الإعلان عنها، مدعية أنها ضللت العملاء وجعلتهم يعتقدون أن مقدمي الضرائب يمكنهم استخدام توربو تاكس لتقديم ضرائبهم. بالإضافة إلى ذلك، لا يمكن لمقدمي الضرائب الذين يكسبون دخلاً من المزرعة أو يعملون في وظائف مؤقتة أن يكونوا مؤهلين للحصول على هذه المنتجات. أعلنت شركة إنتوت أنها ستتخذ إجراءً مضادًا، حيث أعلنت أن حجج لجنة التجارة الفيدرالية "غير موثوقة" وزعمت أن خدمة تقديم الضرائب المجانية متاحة لجميع مقدمي الضرائب.
في 4 مايو 2022، وافقت شركة إنتوت على دفع تسوية بقيمة 141 مليون دولار بسبب الإعلانات المضللة. في مايو 2023، بدأت الشركة في إرسال شيكات التسوية الخاصة بهم إلى أكثر من 4 ملايين عميل، والتي تراوحت قيمتها بين 30 إلى 85 دولارًا أمريكيًا. في يناير 2024، أمرت لجنة التجارة الفيدرالية شركة إنتوت بإصلاح إعلاناتها المضللة عن برامج إعداد الضرائب "المجانية" – والتي لن يتأهل لها معظم مقدمي الإقرارات الضريبية.
اعتبارًا من مارس 2024، توقفت إنتوت عن تقديم خدمة توربو تاكس المجانية.

### التسعير بالتنقيط
التسعير بالتنقيط [الإنجليزية]
 هو نمط يتم فيه الإعلان عن سعر رئيسي في بداية عملية الشراء، يليه الإفصاح التدريجي عن الرسوم أو الضرائب أو التكاليف الإضافية. الهدف من التسعير بالتنقيط هو كسب اهتمام المستهلك بسعر رئيسي منخفض بشكل مضلل دون الكشف عن السعر النهائي الحقيقي حتى يستثمر المستهلك الوقت والجهد في عملية الشراء ويتخذ قرار الشراء.

### تأكيد العار
يستخدم تأكيد العار لدفع المستخدمين إلى التصرف، كما هو الحال عندما تقوم مواقع الويب بصياغة خيار لرفض النشرة الإخبارية عبر البريد الإلكتروني بطريقة تخجل الزوار وتدفعهم إلى قبولها.

### التضليل
شائع في برامج تثبيت البرامج، يُظهر التضليل زرًا يشبه زر المتابعة المعتاد. يُظهر النمط الداكن زرًا بارزًا مكتوبًا عليه "أوافق على هذه الشروط" يطلب من المستخدم قبول شروط برنامج لا علاقة له بالبرنامج الذي يحاول تثبيته. بما أن المستخدم عادةً ما يقبل الشروط بحكم العادة، فيمكن تثبيت البرنامج غير ذي الصلة لاحقًا. يفعل مطورو البرنامج غير ذي الصلة ذلك لأنهم يدفعون ثمن كل تثبيت يحصلون عليه. المسار البديل في برنامج التثبيت، والذي يسمح للمستخدم بتخطي تثبيت البرنامج غير ذي الصلة، يكون أقل وضوحًا. أو يبدو مخالفًا للحدس (مثل رفض شروط الخدمة).
بعض المواقع الإلكترونية التي تطلب معلومات غير مطلوبة تستخدم أيضًا أساليب التضليل. على سبيل المثال، يُدخل المستخدم اسم المستخدم وكلمة المرور في إحدى الصفحات، وبعد النقر على زر "التالي"، تطلب الصفحة من المستخدم عنوان بريده الإلكتروني، ولا يبقى خيار آخر سوى زر "التالي". يُخفي هذا خيار الضغط على "التالي" دون إدخال المعلومات. في بعض الحالات، تُظهر الصفحة طريقة تخطي الخطوة كرابط صغير رمادي اللون بدلاً من زر، فلا يظهر للمستخدم. وتشمل الأمثلة الأخرى المواقع التي تقدم طريقة لدعوة الأصدقاء عن طريق إدخال عناوين بريدهم الإلكتروني، أو تحميل صورة شخصية، أو تحديد الاهتمامات.
يمكن أيضًا استخدام صياغة مربكة لخداع المستخدمين لحملهم على قبول خيار يعتقدون أنه يحمل المعنى المعاكس رسميًا. على سبيل المثال، زر الموافقة على معالجة البيانات الشخصية باستخدام نفي مزدوج مثل " لا تبيع معلوماتي الشخصية".

### موتيل روتش
يوفر تصميم روتش موتيل [الإنجليزية]
 أو شبكة الترامبل مسارًا سهلًا أو مباشرًا للدخول ولكن مسارًا صعبًا للخروج. تتضمن الأمثلة الشركات التي تتطلب من المشتركين طباعة وإرسال طلب إلغاء الاشتراك أو طلب الإلغاء.
على سبيل المثال، خلال الانتخابات الرئاسية الأمريكية لعام 2020، استخدمت حملة وينريد التابعة لدونالد ترامب نمطًا مظلمًا مشابهًا، مما دفع المستخدمين نحو الالتزام بالتبرع الشهري المتكرر.
هناك إصدار شائع آخر لهذا النمط وهو أي خدمة تمكنك من التسجيل وبدء الخدمة عبر الإنترنت، ولكنها تتطلب مكالمة هاتفية (غالبًا مع أوقات انتظار طويلة) لإنهاء الخدمة. وتشمل الأمثلة خدمات مثل التلفزيون الكبلي وخدمات الإنترنت ومراقبة الائتمان.[بحاجة لمصدر]
في عام 2021، أعلنت لجنة التجارة الفيدرالية في الولايات المتحدة أنها ستعزز إجراءات إنفاذ القانون ضد الأنماط المظلمة مثل فندق الصراصير الذي يخدع المستهلكين للتسجيل في الاشتراكات أو يجعل من الصعب إلغاء الاشتراك. حددت لجنة التجارة الفيدرالية المتطلبات الأساسية المتعلقة بشفافية المعلومات ووضوحها، والموافقة الصريحة المستنيرة، والإلغاء البسيط والسهل.

## البحث
في عامي 2016 و2017، وثقت الأبحاث ممارسات انتهاك الخصوصية على وسائل التواصل الاجتماعي باستخدام أنماط مظلمة. في عام 2018، نشر مجلس المستهلكين النرويجي [الإنجليزية]
 (Forbrukerrådet) تقريرًا بعنوان "الخداع بالتصميم"، وهو تقرير عن تصميمات واجهة المستخدم الخادعة لفيسبوك وجوجل ومايكروسوفت. قامت دراسة أجريت عام 2019 بالتحقيق في الممارسات المتبعة في 11000 موقع تسوق على الإنترنت. وقد تم تحديد 1818 نمطًا مظلمًا في المجموع وتم تجميعها في 15 فئة.
توصلت الأبحاث التي أجريت في أبريل 2022 إلى أن الأنماط المظلمة لا تزال مستخدمة على نطاق واسع في السوق، مما يسلط الضوء على الحاجة إلى مزيد من التدقيق في مثل هذه الممارسات من قبل الجمهور والباحثين والهيئات التنظيمية.
بموجب اللائحة العامة لحماية البيانات في الاتحاد الأوروبي (النظام الأوروبي العام لحماية البيانات)، يتعين على جميع الشركات الحصول على موافقة واضحة ومطلقة من العملاء قبل جمع واستخدام ("معالجة") معلوماتهم الشخصية القابلة للتعريف. وجدت دراسة أجريت عام 2020 أن شركات " التكنولوجيا الكبرى " غالبًا ما تستخدم واجهات مستخدم خادعة من أجل تثبيط مستخدميها عن إلغاء الاشتراك. في عام 2022، وجد تقرير صادر عن المفوضية الأوروبية أن "97% من المواقع والتطبيقات الأكثر شعبية التي يستخدمها المستهلكون في الاتحاد الأوروبي تستخدم نمطًا مظلمًا واحدًا على الأقل".
تُظهر الأبحاث المُجراة على توثيق شبكات الإعلانات أن المعلومات المُقدمة لمطوري تطبيقات الجوال على هذه المنصات تُركز على الامتثال للأنظمة القانونية، وتُحمّل المطور مسؤولية هذه القرارات. كما أن نماذج الأكواد والإعدادات غالبًا ما تتضمن إعدادات افتراضية غير مُراعية للخصوصية، مُحاطة بأنماط مُظلمة، لدفع المطورين نحو خيارات غير مُراعية للخصوصية، مثل مشاركة البيانات الحساسة لزيادة الإيرادات.

## الشرعية

### الولايات المتحدة
إن الإغراء والتبديل هو شكل من أشكال الاحتيال الذي ينتهك القانون الأمريكي.
في 9 أبريل 2019، قدم أعضاء مجلس الشيوخ الأمريكي ديب فيشر ومارك وارنر قانون الحد من التجارب الخادعة لمستخدمي الإنترنت (DETOUR)، والذي من شأنه أن يجعل من غير القانوني للشركات التي لديها أكثر من 100 مليون مستخدم نشط شهريًا استخدام الأنماط المظلمة عند طلب الموافقة على استخدام معلوماتهم الشخصية.
في مارس 2021، اعتمدت كاليفورنيا تعديلات على قانون خصوصية المستهلك في كاليفورنيا [الإنجليزية]
، والتي تحظر استخدام واجهات المستخدم الخادعة التي "لها تأثير كبير في تقويض أو إضعاف اختيار المستهلك للانسحاب".
في أكتوبر/تشرين الأول 2021، أصدرت لجنة التجارة الفيدرالية بيانًا بشأن سياسة إنفاذ القوانين، معلنةً عن حملة صارمة على الشركات التي تستخدم أنماطًا خفية "تخدع المستهلكين أو تصطادهم في خدمات الاشتراك". ونتيجةً لتزايد عدد الشكاوى، تستجيب الوكالة بتطبيق قوانين حماية المستهلك هذه.
في عام 2022، فرضت المدعية العامة لنيويورك ليتيتيا جيمس غرامة قدرها 2.6 مليون دولار على شركة فيربورتال لاستخدامها أساليب تسويقية خادعة لبيع تذاكر الطيران وغرف الفنادق كما فرضت المحكمة الفيدرالية الأسترالية غرامة قدرها 44.7 مليون دولار أسترالي على شركة Trivago التابعة لمجموعة Expedia لتضليل المستهلكين ودفعهم إلى دفع أسعار أعلى لحجوزات غرف الفنادق.
في مارس 2023، فرضت لجنة التجارة الفيدرالية الأمريكية غرامة قدرها 245 مليون دولار على شركة إيبك غيمز مطورة لعبة فورتنايت، لاستخدامها "أنماطًا خفية لخداع المستخدمين ودفعهم إلى الشراء". سيُستخدم هذا المبلغ لاسترداد أموال العملاء المتضررين، وهو أكبر مبلغ استرداد تُصدره لجنة التجارة الفيدرالية في قضية ألعاب على الإطلاق.

### الاتحاد الأوروبي
في الاتحاد الأوروبي، يشترط النظام العام لحماية البيانات (النظام الأوروبي العام لحماية البيانات) أن تكون موافقة المستخدم المستنيرة على معالجة معلوماته الشخصية واضحة ومباشرة، ومُقدمة بحرية، ومحددة لكل استخدام للمعلومات الشخصية. ويهدف هذا إلى منع محاولات إجبار المستخدمين على قبول جميع عمليات معالجة البيانات تلقائيًا دون علمهم (مما يُخالف اللائحة).
وفقًا لمجلس حماية البيانات الأوروبي، فإن "مبدأ المعالجة العادلة المنصوص عليه في المادة 5 (1) (أ) من اللائحة العامة لحماية البيانات بمثابة نقطة انطلاق لتقييم ما إذا كان نمط التصميم يشكل في الواقع "نمطًا مظلمًا".
في نهاية عام 2023 تم اعتماد النسخة النهائية لقانون البيانات [الإنجليزية]
. وهو أحد التشريعات الثلاثة للاتحاد الأوروبي التي تتعامل صراحةً مع الأنماط المظلمة. وهناك قانون آخر وهو قانون الخدمات الرقمية [الإنجليزية]
. إن التشريع الثالث للاتحاد الأوروبي بشأن الأنماط المظلمة الساري المفعول هو التوجيه الخاص بعقود الخدمات المالية المبرمة عن بعد. تزعم منظمة حماية المستهلك الألمانية العامة أن شركات التكنولوجيا الكبرى تستخدم أنماطًا مظلمة لانتهاك قانون الخدمات الرقمية [الإنجليزية]
.

### المملكة المتحدة
في أبريل 2019، أصدر مكتب مفوض المعلومات [الإنجليزية]
 في المملكة المتحدة (ICO) "كود تصميم مناسب للعمر [الإنجليزية]
" مقترحًا لعمليات خدمات الشبكات الاجتماعية عند استخدامها من قبل القاصرين، والذي يحظر استخدام " الدفعات " لجذب المستخدمين إلى خيارات ذات إعدادات خصوصية منخفضة. سيكون هذا القانون قابلاً للتنفيذ بموجب قانون حماية البيانات لعام 2018 [الإنجليزية]
. دخل حيز التنفيذ في 2 سبتمبر 2020.

## وصلات خارجية
- التصميم الخادع (المعروف سابقًا باسم darkpatterns.org)
- خط المساعدة للإبلاغ عن الأنماط المظلمة إلى مؤسسة الحدود الإلكترونية وتقارير المستهلك  [لغات أخرى]‏
- الأنماط المظلمة في مختبر تجربة المستخدم التربوية والممارسة في جامعة بيردو